# 吉田アカリ
吉田 アカリ（よしだ アカリ、9月19日 - ）は、日本の女性ドラマー。愛媛県四国中央市出身。高知大学農学部卒。

## 略歴
大学在学中、そして就職してからのバンド活動を経て上京。
2016年3月、ロックバンド「Unicycle dio（ユニサイクルディオ）」にドラマーとして加入。
2019年3月、ロックンロールバンド「The Lady Shelters（ザ・レディ・シェルターズ）を結成（ボーカル・ドラマー）。
The Local Pintsのサポートドラムを担当 。

## 人物
- 血液型はB型。
- ロックバンドunicycle dio（ユニサイクルディオ）では、物販のTシャツを自宅で製造していたため、「工場長」という肩書きを有している[1]。
- いっぽう、ロックンロールバンドThe Lady Shelters（ザ・レディ・シェルターズ）では、スマイル溢れる演奏スタイルから「ハッピードラマー」というジャンルを創出してファンの心を掴んでいる[2]。
- 毎週のSHOWROOM配信を通じて、各バンドのファンエンゲージメントを高めており、2023年に入ってからは、各月最終週にドラム配信を行っている[4]。
- ビールの世界を探求中であり、特にクラフトビールに対する造詣が深い。